# Turbonilla mumia
Turbonilla mumia is een slakkensoort uit de familie van de Pyramidellidae. De wetenschappelijke naam van de soort is voor het eerst geldig gepubliceerd in 1861 door A. Adams.